# Bazylika San Michele Maggiore
Bazylika San Michele Maggiore (bazylika Świętego Michała) – rzymskokatolicki kościół w Pawii, dedykowany św. Michałowi. Jest kościołem parafialnym parafii San Michele Maggiore. Administracyjnie należy do diecezji w Pawii.
Nosi zwyczajowy tytuł bazyliki. Jest najbardziej znaczącym zabytkiem architektury romańskiej w Lombardii. Był miejscem koronacji królów Włoch, w tym Fryderyka I Barbarossy.

## Historia

### Pierwotny kościół
Lokalna tradycja wiąże założenie kościoła św. Michała z osobą cesarza Konstantyna I. Według historyka Lanzaniego przypuszczalnym budowniczym kościoła mógł być na początku VI wieku biskup Ennodiusz, o czym ma świadczyć napis na jego nagrobku, znajdującym się po prawej stronie ołtarza. Pierwsza udokumentowana wzmianka o kościele pochodzi od Pawła Diakona, wspominającego w jednej ze swych ksiąg niejakiego Unulfa, który w roku 642 uciekł przed gniewem króla Grimoalda I do króla Perktarita, znajdując schronienie „in beati Michaelis Archangeli basilicam”. Paweł Diakon wymienia również podobne wydarzenie z roku 737. W źródłach z epoki Karolingów nie ma prawie żadnych wzmianek na temat samego kościoła, mimo jego rosnącego znaczenia jako kaplicy pałacowej. W 839 roku w kościele miał miejsce chrzest Rotrudy, córki cesarza Lotara I i Ermegardy, a później koronacja królów Włoch: w roku 888 – Berengara I, w 900 – Ludwika III, w 926 – Hugona, w 950 – Berengara II wraz z synem Adalbertem, w 1002 – Arduina i w 1004 – Henryka II Świętego. W 924 roku kościół został zniszczony przez najazd Węgrów, a w 1004 przez pożar.

### Obecny kościół
Rzadkie i niejednoznaczne w interpretacji źródła oraz brak obiektywnych informacji o dokładnej lokalizacji i rozmiarach pałacu cesarskiego w Pawii uniemożliwiają przedstawienie dokładnej chronologii odbudowy bazyliki San Michele Maggiore we wczesnym średniowieczu. Odbudowa ta miała miejsce między pierwszą a drugą dekadą XII wieku. W 1132 roku kościół został konsekrowany. 19 kwietnia 1155 roku odbyła się w nim koronacja Fryderyka I Barbarossy na króla Włoch. W kolejnych stuleciach był rozbudowywany (przebudowa sklepienia nawy głównej w latach 1488–1491, zbudowanie nowych kaplic w nawach) i przebudowywany (adaptacja wnętrza do nowych wymogów liturgicznych epoki baroku i zgodnie z jej nowym zmysłem estetycznym). Na początku XIX wieku, w związku ze wzrostem zainteresowania studiami nad architekturą średniowieczną, kościół został poddany badaniom przez licznych historyków sztuki i architektury. W latach 1860–1875 przeszedł stylistyczną restaurację, a począwszy od lat 30. XX wieku kilkakrotnie konserwowano jego uszkodzoną fasadę.

## Architektura
Bazylika San Michele Maggiore jest najbardziej znaczącym zabytkiem architektury romańskiej w Lombardii. Fasada z piaskowca, podzielona pilastrami na trzy części, została udekorowana płaskorzeźbami przedstawiającymi postacie ludzkie i zwierzęce. W jej dolnej części znajdują się trzy portale. Nad portalem głównym znajduje się posąg św. Michała, natomiast nad mniejszymi portalami bocznymi – posągi św. Ennodiusza z Pawii i św. Eleuchadiusza z Rawenny.
Ceglana kampanila, znajdująca się między lewym transeptem a prezbiterium, została zbudowana pod koniec X wieku, jeszcze przy poprzedniej świątyni. Wskazuje na to sposób jej budowy oraz jej niewielkie wymiary, niepasujące do obecnego budynku.

## Wnętrze
Kościół został zbudowany na planie krzyża łacińskiego jako świątynia trzynawowa. Na ścianach naw bocznych znajdują się empory. Korpus nawowy przecina obszerny transept, długi na 38 m. Wnętrze kościoła zdobią liczne obrazy, rzeźby i freski, w tym Doktorzy Kościoła i symbole ewangelistów Bernardina Lanzaniego i Madonna ze świętymi Sebastianem i Rochem Moncalva. W prawym transepcie znajduje się kaplica z freskami z XII–XIII wieku. Na skrzyżowaniu naw wznosi się ośmioboczna kopuła. Tuż za nią znajduje się ołtarz główny, wykonany z pozłacanego drewna. Sklepienie apsydy zdobi fresk Koronacja Maryi, dzieło Agostina da Montebello z końca XV wieku. W kaplicy po lewej stronie prezbiterium znajduje się cenny krucyfiks ze srebra, pochodzący prawdopodobnie z X wieku.
Pod prezbiterium znajduje się krypta, wchodząca częściowo pod przestrzeń skrzyżowania naw. Prowadzą do niej dwa boczne wejścia. Wnętrze krypty jest podzielone dwoma rzędami kolumn (po 6 w każdym) na trzy nawy i przykryte sklepieniem krzyżowym.

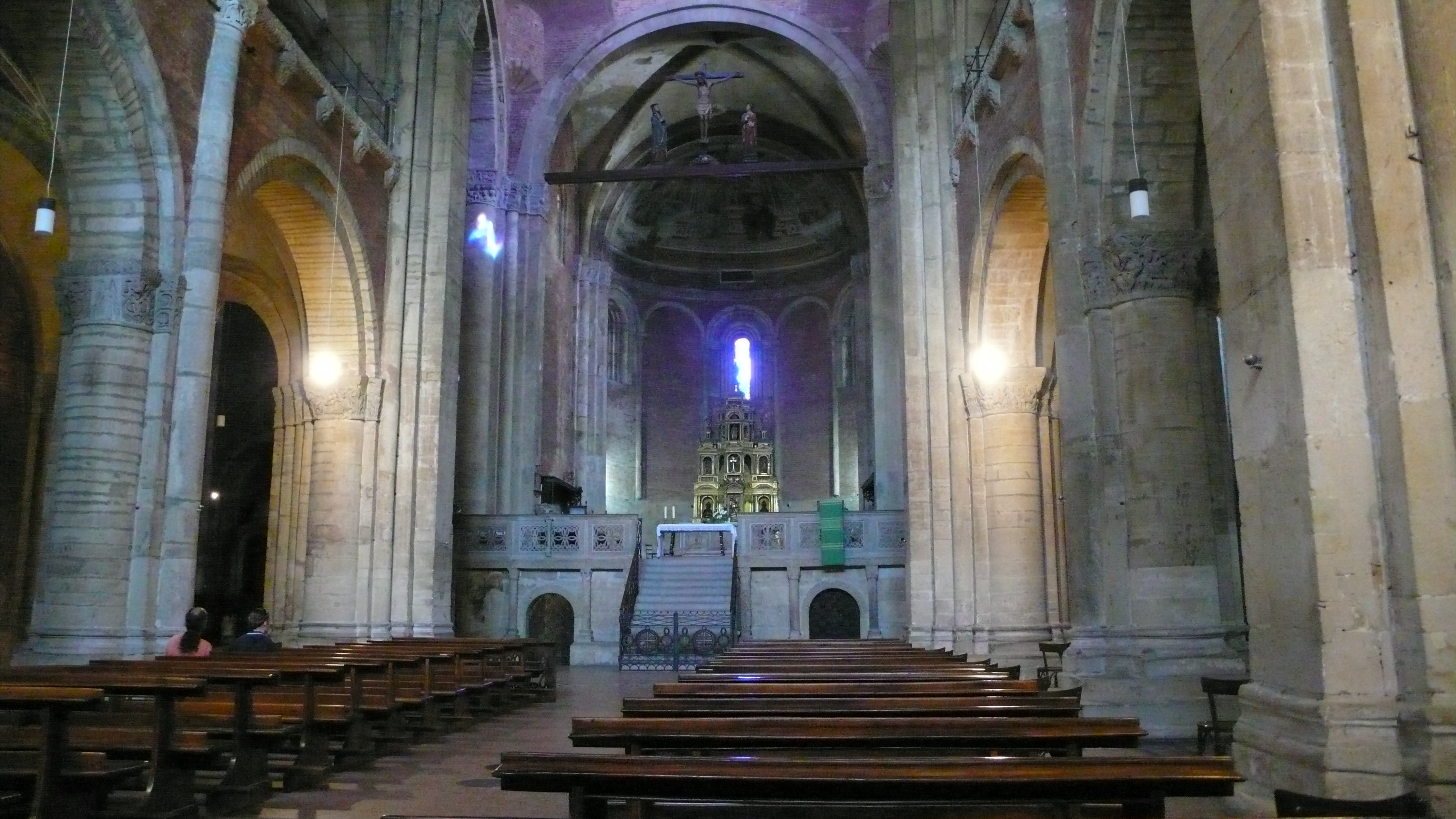
Nawa środkowa – widok w kierunku prezbiterium
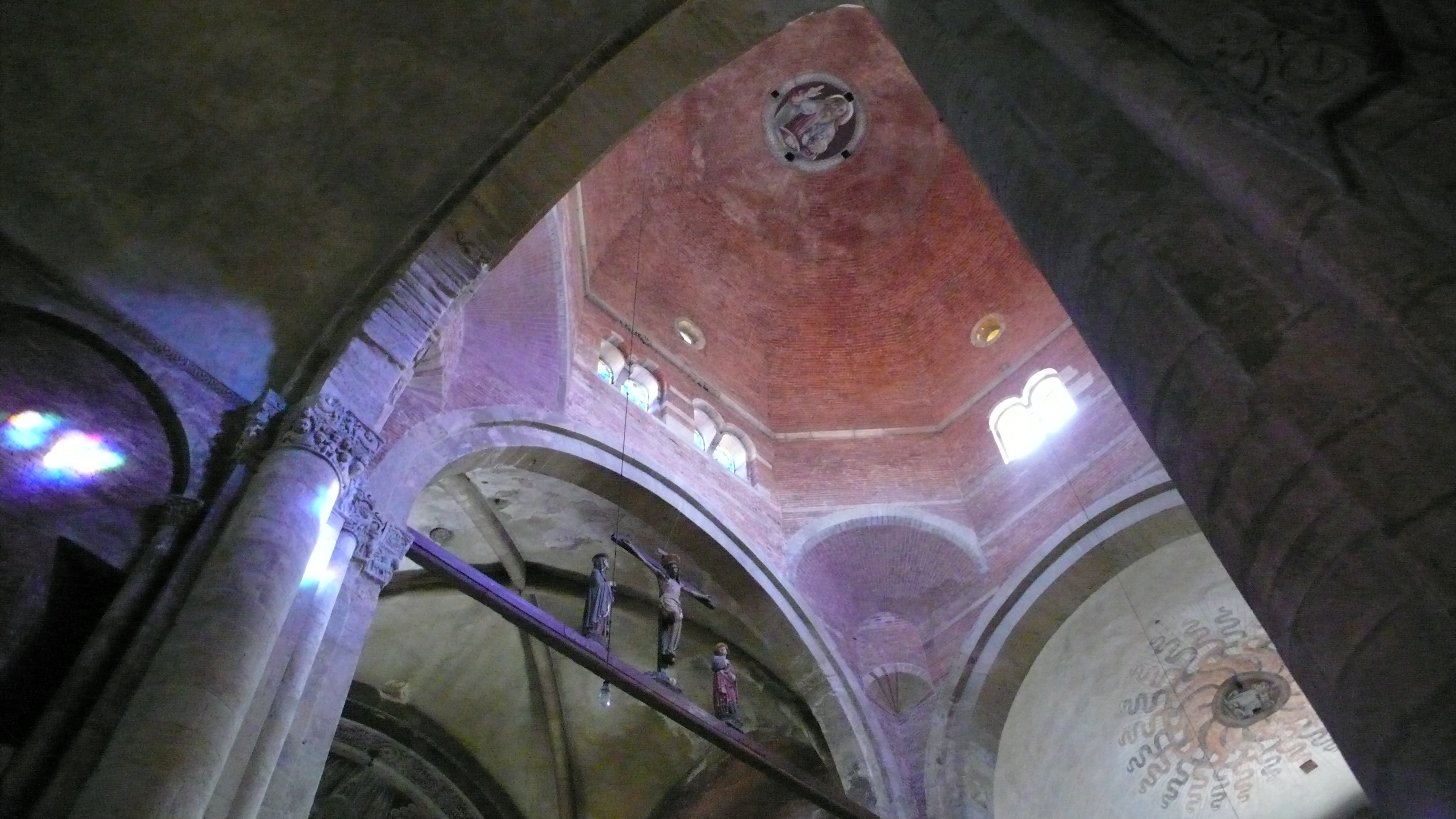
Skrzyżowanie naw
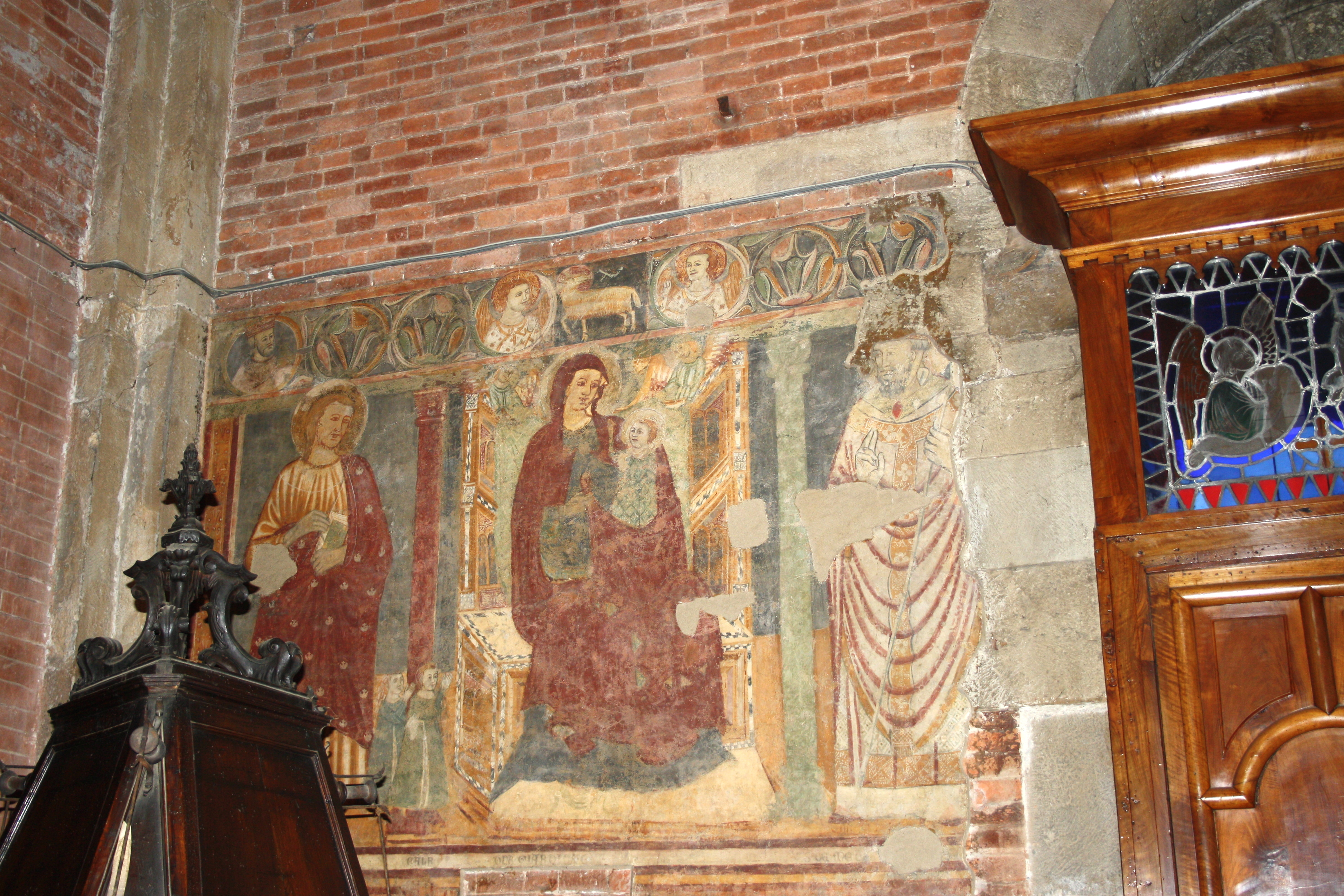
Fresk w lewym transepcie
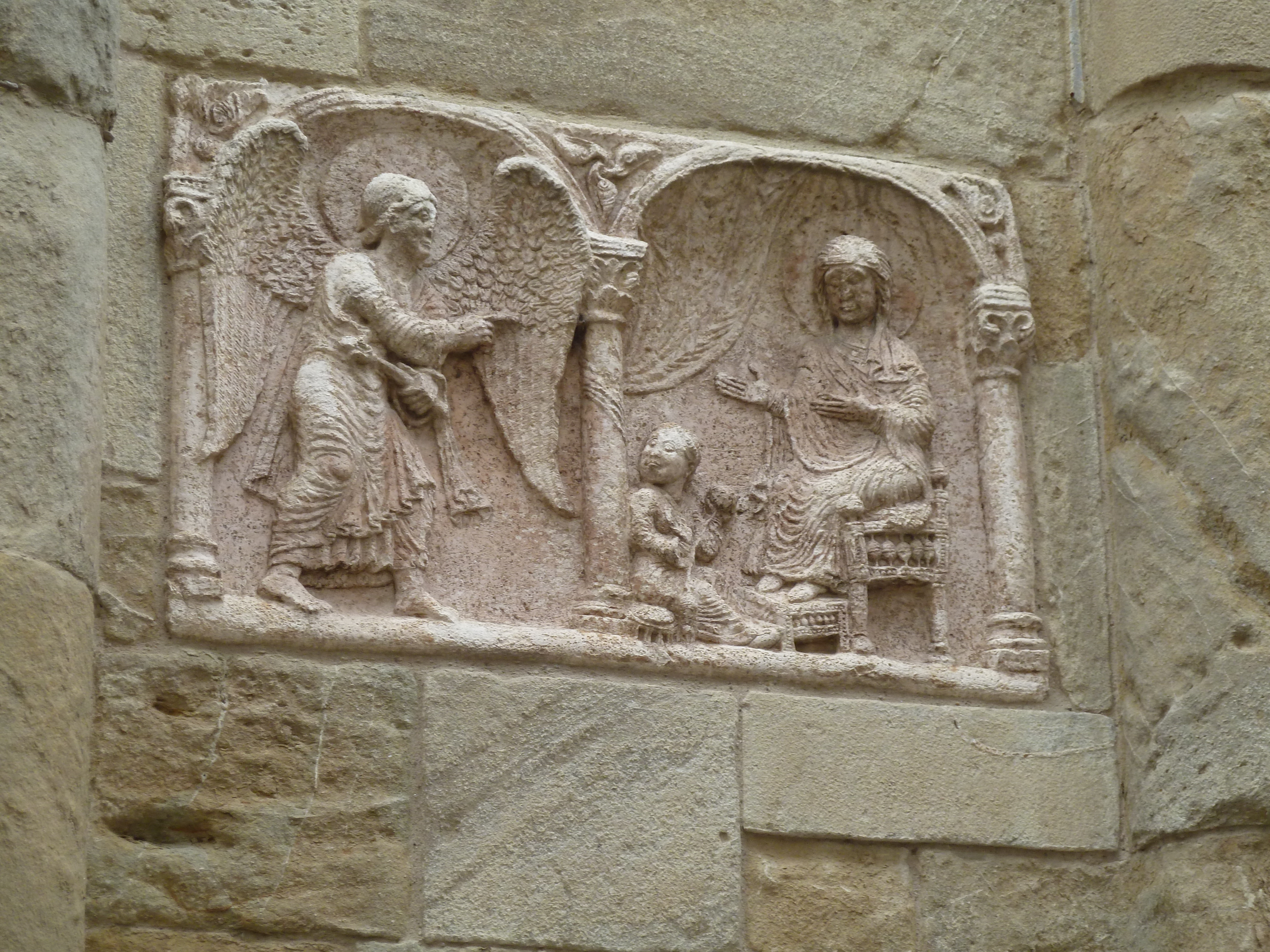
Płaskorzeźby w prawym transepcie
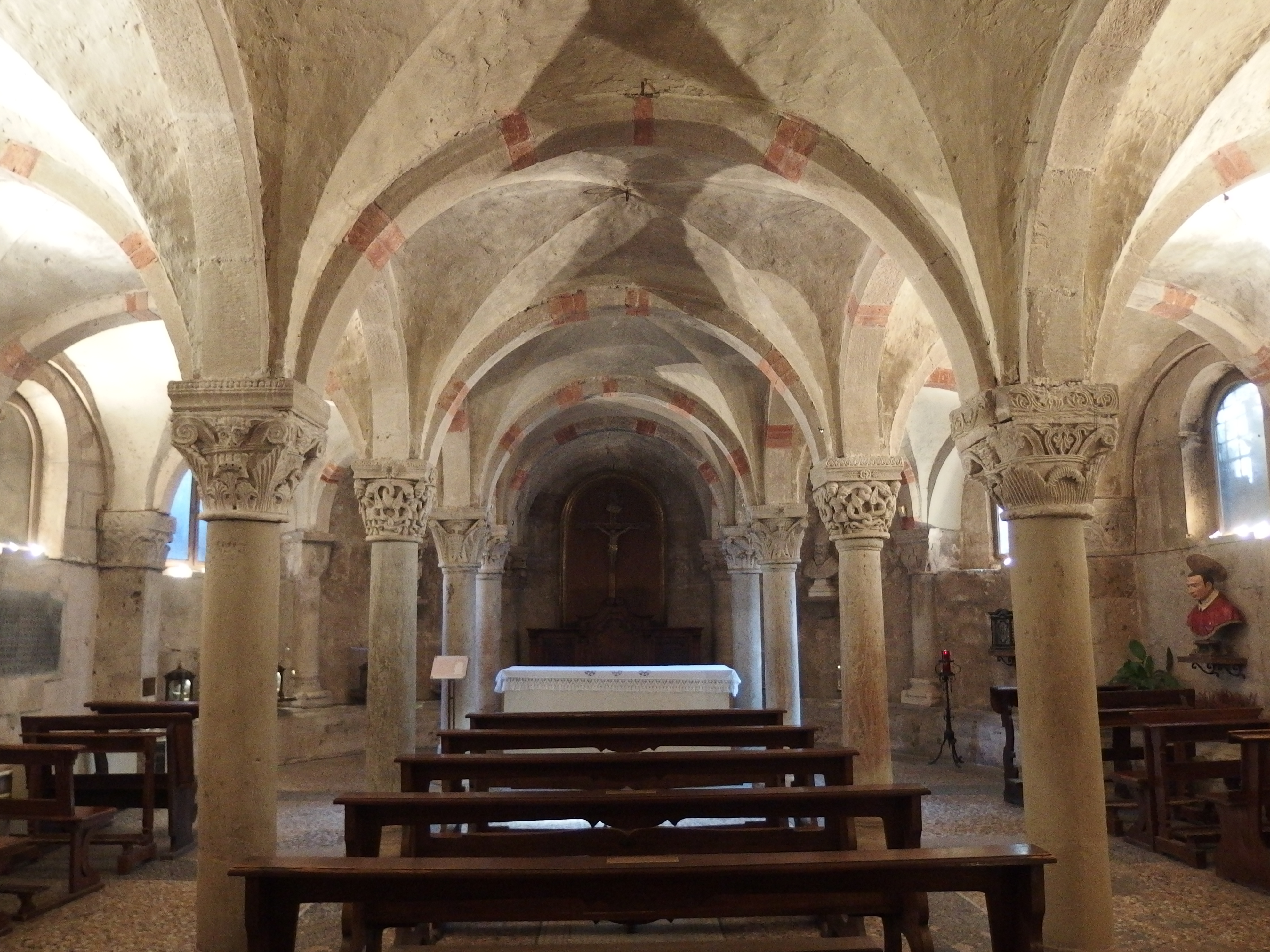
Krypta